# Heugleville-sur-Scie
Heugleville-sur-Scie település Franciaországban, Seine-Maritime megyében. Lakosainak száma 654 fő (2022. január 1.). Heugleville-sur-Scie Beauval-en-Caux, Biville-la-Baignarde, Cropus, Gonneville-sur-Scie, Notre-Dame-du-Parc és Val-de-Scie községekkel határos.

## Népesség
A település népességének változása:
| Lakosok száma | 614  | 633  | 644  | 637  | 636  | 634  | 640  | 648  | 654  |
|               | 2013 | 2015 | 2016 | 2017 | 2018 | 2019 | 2020 | 2021 | 2022 |